# لوریسا لاندر
لوریسا لاندر (فرانسوی: Laurisa Landre‎؛ زادهٔ ۲۷ اکتبر ۱۹۸۵) بازیکن هندبال اهل فرانسه است.